# 90564 Markjarnyk
90564 Markjarnyk è un asteroide della fascia principale. Scoperto nel 2004, presenta un'orbita caratterizzata da un semiasse maggiore pari a 3,1373593 UA e da un'eccentricità di 0,1812209, inclinata di 21,60099° rispetto all'eclittica.
L'asteroide è dedicato all'australiano Mark Andrew Jarnyk, tecnico programmatore all'Università Nazionale Australiana.